# 보리스 예고로프

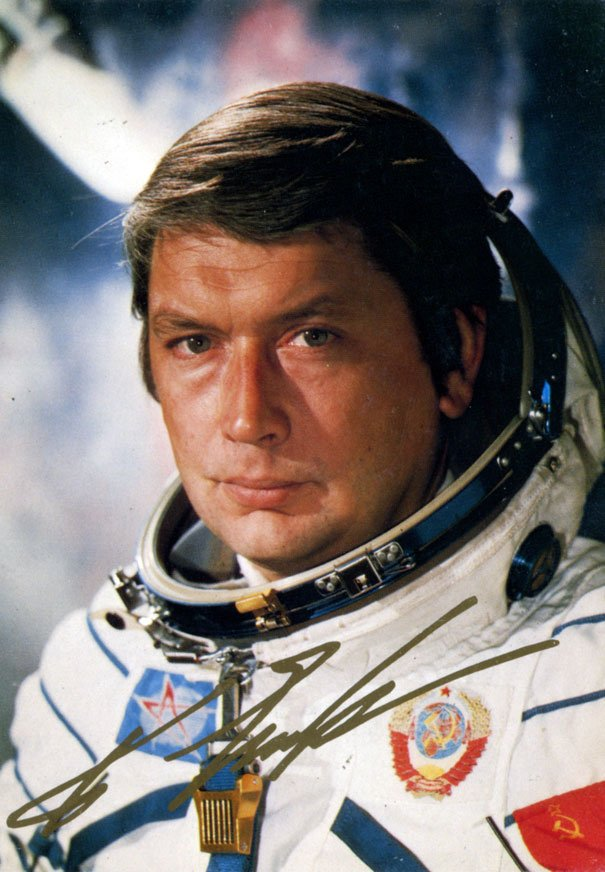

보리스 예고로프(본명: 보리스 보리소비치 예고로프, 러시아어: Бори́с Бори́сович Его́ров, 1937년 11월 26일 ~ 1994년 9월 12일)는 소련의 의사이자 우주비행사로 우주 여행을 한 최초의 의사이다. 소련(현 러시아) 모스크바에서 태어나 1961년 모스크바 의학연구소에서 의학학위를 받았다.
예고로프는 평형 감각 장애를 전공하여 의학 박사 학위를 받았다.
예고로프는 보스호트 1호를 비행한 다분야 팀의 일원으로 선정되었다. 정치국 내에서 그의 아버지의 영향력이 선정에 어느 정도 영향을 미쳤을 수 있다는 제안이 있었다. 이 우주 비행의 결과로 예고로프는 1964년 10월 19일 소비에트 연방영웅 칭호를 받았다.
1994년 심장마비로 사망했다.